# 나는 100만 명의 목숨 위에 서 있다

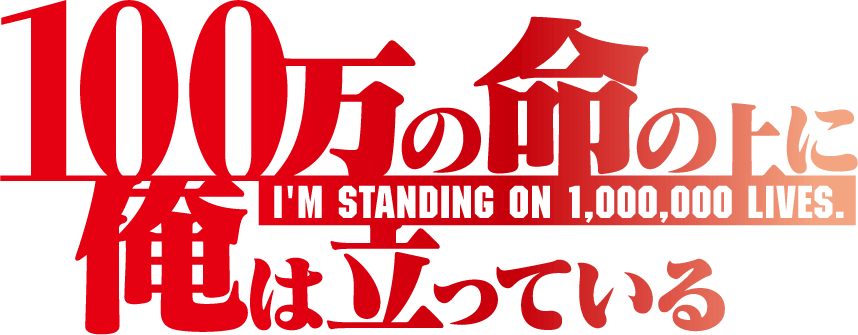

나는 100만 명의 목숨 위에 서 있다(100万の命の上に俺は立っている)는 야마카와 나오키(원작), 나오 아키나리(작화)가 원작한 일본의 만화 작품이다. 「별책 소년 매거진」(코단샤)에서 2016년 7월호부터 발간 중이다.